# Hygrophila ciliibractea
Hygrophila ciliibractea är en akantusväxtart som beskrevs av Cornelis Eliza Bertus Bremekamp. Hygrophila ciliibractea ingår i släktet Hygrophila och familjen akantusväxter. Inga underarter finns listade i Catalogue of Life.